# Wilhelm Baues
Wilhelm Bernd Baues (Mönchengladbach, 21 de noviembre de 1948) es un deportista alemán que compitió para la RFA en piragüismo en la modalidad de eslalon.
Participó en los Juegos Olímpicos de Múnich 1972, obteniendo una medalla de plata en la prueba de C2 (haciendo pareja con Hans-Otto Schumacher). Ganó dos medallas en el Campeonato Mundial de Piragüismo en Eslalon de 1973, oro en la prueba de C2 por equipos y bronce en C2 individual.

## Palmarés internacional
| Juegos Olímpicos   | Juegos Olímpicos  | Juegos Olímpicos  | Juegos Olímpicos |
| Año                | Lugar             | Medalla           | Competición      |
| ------------------ | ----------------- | ----------------- | ---------------- |
| 1972               | Múnich (RFA)      | Medalla de plata  | C2 individual    |
| Campeonato Mundial |                   |                   |                  |
| Año                | Lugar             | Medalla           | Competición      |
| 1973               | Muotathal (Suiza) | Medalla de oro    | C2 por equipos   |
| 1973               | Muotathal (Suiza) | Medalla de bronce | C2 individual    |